# Virgin Hill
Virgin Hill är en kulle i Antarktis. Den ligger i Västantarktis. Argentina, Chile och Storbritannien gör anspråk på området. Toppen på Virgin Hill är 665 meter över havet.
Terrängen runt Virgin Hill är lite kuperad. Havet är nära Virgin Hill åt nordväst. Trakten är obefolkad. Det finns inga samhällen i närheten. 